# Краун-Сіті (Огайо)
Краун-Сіті (англ. Crown City) — селище (англ. village) в США, в окрузі Галлія штату Огайо. Населення — 424 особи (2020).

## Географія
Краун-Сіті розташований за координатами 38°35′23″ пн. ш. 82°17′50″ зх. д. / 38.58972° пн. ш. 82.29722° зх. д. (38.589651, -82.297250).  За даними Бюро перепису населення США в 2010 році селище мало площу 3,10 км², з яких 3,01 км² — суходіл та 0,09 км² — водойми.

## Демографія
Згідно з переписом 2010 року, у селищі мешкало 413 осіб у 176 домогосподарствах у складі 129 родин. Густота населення становила 133 особи/км².  Було 200 помешкань (65/км²).
Расовий склад населення:
| - 98,8 % — білих - 1,0 % — азіатів |

До двох чи більше рас належало 0,2 %. Частка іспаномовних становила 0,5 % від усіх жителів.
За віковим діапазоном населення розподілялося таким чином: 19,9 % — особи молодші 18 років, 61,2 % — особи у віці 18—64 років, 18,9 % — особи у віці 65 років та старші. Медіана віку мешканця становила 42,6 року. На 100 осіб жіночої статі у селищі припадало 90,3 чоловіків;  на 100 жінок у віці від 18 років та старших — 84,9 чоловіків також старших 18 років.
Середній дохід на одне домашнє господарство  становив 44 874 долари США (медіана — 31 250), а середній дохід на одну сім'ю — 53 227 доларів (медіана — 35 313). За межею бідності перебувало 24,6 % осіб, у тому числі 18,8 % дітей у віці до 18 років та 0,0 % осіб у віці 65 років та старших.
Цивільне працевлаштоване населення становило 153 особи. Основні галузі зайнятості: освіта, охорона здоров'я та соціальна допомога — 33,3 %, роздрібна торгівля — 17,6 %, виробництво — 10,5 %, транспорт — 6,5 %.